# Луценко Тарас Володимирович
Луценко Тарас Володимирович (*1 лютого 1974, Київ, УРСР) — колишній український воротар, тепер є тренером воротарів у «Динамо-2».

## Біографія
Тарас народився і виріс в спортивній родини, мати була баскетболісткою, після чого працювала вчителем фізкультури, батько — грав у футбол, потім працював тренером з легкої атлетики. Займався в хокейному клубі, коли навчався в школі в Чернігові. Тарас довгий час займався і футболом, і хокеєм. Також займався легкою атлетикою. Після 8-го класу Луценко поступив в київський спортінтернат.

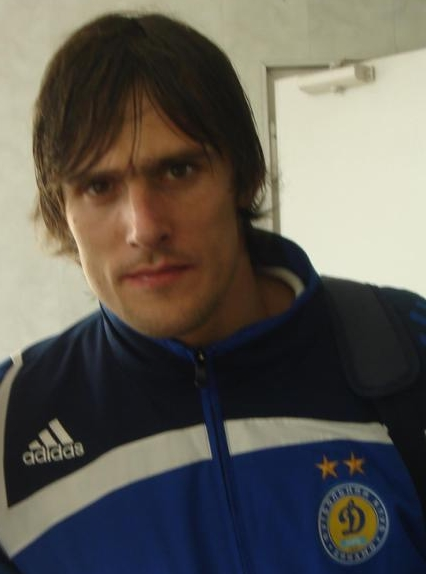
Тарас Луценко під час виступів за «Динамо» у 2008 році

В кінці 1991 року, після завершення інтернату, потрапив у дубль київського «Динамо», був вихованцем Євгена Рудакова. Тривалий час грав за «Динамо-2» та «Динамо-3». 1995 року разом з кількома іншими гравцями динамівського дублю виступав за вінницьку «Ниву», допомігши їй зберегти прописку в еліті.
1999 року перейшов в «Уралан», на запрошення Павла Яковенко. У команді провів п'ять сезонів, проте так і не зміг закріпитися.
На початку 2004 року перейшов в ужгородське «Закарпаття», разом з командою вийшов в Вищу лігу.
У липні 2005 року підписав дворічний контракт з київським «Динамо», де був третім воротарем команди після Олександра Шовковського та Олександра Рибки.
У липні 2009 року завершив ігрову кар'єру і став тренером воротарів та асистентом старшого тренера молодіжного складу київського «Динамо». 2013 року призначений тренером воротарів в «Динамо-2».

## Особисте життя
Одружений, дружину звуть Анжела, у них четверо дітей — Максим, Артем, Михайло та Анастасія.

## Статистика виступів
| Сезон     | Клуб                   | Ліга            | Чемпіонат | Чемпіонат | Кубок | Кубок |
| Сезон     | Клуб                   | Ліга            | Ігри      | Голи      | Ігри  | Голи  |
| --------- | ---------------------- | --------------- | --------- | --------- | ----- | ----- |
| 1992      | «Динамо-2» (Київ)      | Перша ліга      | 1         | 0         | 0     | 0     |
| 1992—1993 | «Динамо-2» (Київ)      | Перша ліга      | 13        | −15       | 1     | −1    |
| 1993—1994 | «Динамо-2» (Київ)      | Перша ліга      | 10        | −13       | 1     | −2    |
| 1994—1995 | «Динамо-2» (Київ)      | Перша ліга      | 25        | −21       | 2     | −2    |
| 1994—1995 | «Нива» (Вінниця)       | Вища ліга       | 3         | −2        | 0     | 0     |
| 1995—1996 | «Динамо-2» (Київ)      | Перша ліга      | 19        | −23       | 0     | 0     |
| 1996—1997 | «Динамо-2» (Київ)      | Перша ліга      | 27        | −18       | 0     | 0     |
| 1997—1998 | «Динамо-2» (Київ)      | Перша ліга      | 17        | −18       | 1     | −5    |
| 1997—1998 | «Динамо-3» (Київ)      | Друга ліга      | 11        | −4        | 0     | 0     |
| 1998—1999 | «Динамо-2» (Київ)      | Перша ліга      | 3         | −1        | 0     | 0     |
| 1998—1999 | «Динамо-3» (Київ)      | Друга ліга      | 8         | −4        | 0     | 0     |
| 1999      | «Уралан» (Еліста)      | Вищий дивізіон  | 7         | −3        | 3     | 0     |
| 2000      | «Уралан» (Еліста)      | Вищий дивізіон  | 4         | −4        | 0     | 0     |
| 2001      | «Уралан» (Еліста)      | Перший дивізіон | 0         | 0         | 0     | 0     |
| 2002      | «Уралан» (Еліста)      | Прем'єр-ліга    | 0         | 0         | 0     | 0     |
| 2003      | «Уралан» (Еліста)      | Прем'єр-ліга    | 0         | 0         | 2     | −4    |
| 2003—2004 | «Закарпаття» (Ужгород) | Перша ліга      | 7         | −6        | 0     | 0     |
| 2004—2005 | «Закарпаття» (Ужгород) | Вища ліга       | 28        | −26       | 0     | 0     |
| 2005—2006 | «Динамо» (Київ)        | Вища ліга       | 1         | −1        | 2     | 0     |
| 2005—2006 | «Динамо-2» (Київ)      | Перша ліга      | 3         | 0         | 0     | 0     |
| 2006—2007 | «Динамо» (Київ)        | Вища ліга       | 2         | −1        | 0     | 0     |
| 2006—2007 | «Динамо-2» (Київ)      | Перша ліга      | 11        | −5        | 0     | 0     |
| 2007—2008 | «Динамо» (Київ)        | Вища ліга       | 4         | −2        | 1     | 0     |
| 2007—2008 | «Динамо-2» (Київ)      | Перша ліга      | 12        | −16       | 0     | 0     |
| 2008—2009 | «Динамо» (Київ)        | Прем'єр-ліга    | 0         | 0         | 1     | −1    |